# 2017년 한국바둑리그
2017 KB 국민은행 바둑리그는 2014년 5월 18일부터 열리는 한국바둑리그의 열네번째 시즌이다. 국민은행의 후원으로 진행된다. 이번 바둑리그는 사상 처음으로 5강 체제로 포스트시즌을 진행하는 첫 시즌이다. 대회는 정규시즌 독주체제를 구축한 대전 정관장 황진단이 포스트시즌에서는 극적인 역전드라마를 연출하며 리그 참여 6년만에 첫 우승을 차지했다. 대전 연고팀 우승은 2005년 신성건설 이후 12년만에 기록이다. 또한 퓨처스리그까지 우승하며 역대 두 번째로 정규리그, 퓨처스리그, 포스트시즌 통합 우승을 달성했다.

## 대회

### 달라지는점
이번 시즌은 포스트시즌 제도에 손질이 있었다. 먼저, 포스트시즌을 KBO 리그에서 시행되고 있는 와일드카드 결정전을 도입 함에 따라 5위팀까지 포스트시즌 진출 자격을 얻게 되며 이에 따라 빠른 진행을 위해 포스트시즌을 종전 2일 1경기 체제에서 1일 1경기 체제로 전환하게 된다.

### 대회 진행
- 대국규정 :  장고대국 - 제한시간 각자 1시간(초읽기 1분 1회), 속기대국 - 각자 10분(초읽기 40초 5회)
- 대국료 :  승자 350만원, 패자 60만원이 지급된다.

### 중계
바둑TV 매주 목~일 18:30

## 2017 시즌 선수단
- 1~4지명 지명순서 : 화성시 코리요 → 신안 천일염 → KIxx → 한국물가정보 → BGF리테일 CU → 정관장 황진단 → 포스코켐택 → SK 엔크린 → 티브로드(2,4지명은 본 지명순서의 역순으로 지명)
- 5지명, 퓨처스 1~2지명순서 : BGF리테일 CU →  화성시 코리요 → SK 엔크린 → 한국물가정보 → 티브로드  → 정관장 황진단  → KIxx → 신안 천일염 → 포스코켐택 (퓨처스 1지명은 본 지명 순서의 역순으로 지명)

굵은 글씨는 보호선수
| 출전팀   | 화성 화성코리요 | 신안 신안천일염 | 광주 Kixx  | 서울 한국물가정보 | 서울 BGF리테일 CU | 대전 정관장 황진단 | 포항 포스코퓨처엠 | 울산 SK엔크린 | 이북5도 티브로드 |
| -------- | --------------- | --------------- | ---------- | ----------------- | ----------------- | ------------------ | ----------------- | ------------- | ---------------- |
| 감독     | 박지훈          | 이상훈          | 김영환     | 한종진            | 백대현            | 김영삼             | 김성룡            | 최규병        | 이상훈           |
| 지명순번 | 바둑리그        | 바둑리그        | 바둑리그   | 바둑리그          | 바둑리그          | 바둑리그           | 바둑리그          | 바둑리그      | 바둑리그         |
| 1        | 박정환          | 이세돌          | 김지석     | 박영훈            | 이동훈            | 신진서             | 최철한            | 안성준        | 강동윤           |
| 2        | 강유택          | 조한승          | 윤준상     | 원성진            | 이지현男          | 이창호             | 나현              | 이영구        | 신민준           |
| 3        | 최재영          | 한상훈          | 백홍석     | 안국현            | 허영호            | 김명훈             | 변상일            | 홍성지        | 김정현           |
| 4        | 김승재          | 목진석          | 강승민     | 한태희            | 진시영            | 한승주             | 이원영            | 이태현        | 류민형           |
| 5        | 송지훈          | 심재익          | 김기용     | 설현준            | 최정              | 박진솔             | 윤찬희            | 박민규        | 류수항           |
| 지명순번 | 퓨처스리그      | 퓨처스리그      | 퓨처스리그 | 퓨처스리그        | 퓨처스리그        | 퓨처스리그         | 퓨처스리그        | 퓨처스리그    | 퓨처스리그       |
| 1        | 위태웅          | 박주민          | 홍기표     | 박건호            | 이창석            | 박하민             | 안조영            | 한웅규        | 박창명           |
| 2        | 김형우          | 이승준          | 박재근     | 유병용            | 안정기            | 김진휘             | 송상훈            | 황재연        | 김성진           |
| 3        | 이형진          | 김민호          | 김동호     | 이원도            | 오유진            | 이호승             | 박준석            | 박종훈        | 박정수           |

2017시즌 선수 선발식은 2017년 4월 11일 한국기원 2층 대회장에서 열렸으며 지난 시즌 출전 선수 중 8명의 선수들이 보호 선수로 지정되어 지난 시즌과 같은 소속팀에서 뛰게 되었다. 퓨처스리그 3지명 9명은 예선을 거쳐 선발하여 4월 20일 2차 선수선발식을 통해 9명의 소속팀을 결정하였다.